# Erkin Koray
Erkin Koray (Estambul, 24 de junio de 1941-Toronto, 7 de agosto de 2023) fue un cantante, compositor y guitarrista turco. Pionero del Rock de Anatolia.

## Biografía
Erkin Koray ha estado vigente en la escena del rock de Turquía desde finales de los años 50 o principios de los 60. Reconocido por ser la primera persona en tocar rock en aquel país (1957). Con su banda ha ganado fama tocando covers de Elvis Presley y Fats Domino. Fue uno de los primeros músicos turcos en usar la guitarra eléctrica y equipos modernos de sonido.
A fines de los años 60 se hizo un lugar dentro de la escena local y el Rock Anatolio con un sencillo llamado "Anma Arkadaş" en 1967. Luego de esto, su producción musical continuó, trabajando tanto en solitario como junto a otros músicos, lo que lo llevó a posicionarse mejor aún dentro de la escena musical turca. 
También se convirtió en un personaje controvertido durante los años 60 y 70. Fue víctima de un asalto en Estambul e incluso en una ocasión lo apuñalaron por llevar el pelo largo.

## Discografía
- Erkin Koray (1973)
- Elektronik Türküler (1974)
- Erkin Koray 2 (1976)
- Erkin Koray Tutkusu (1977)
- Benden Sana (1982)
- İllâ ki (1983)
- Ceylan (1985)
- Gaddar (1986)
- Çukulatam Benim (1987)
- Hay Yam Yam (1989)
- Tamam Artık (1990)
- Gün Ola Harman Ola (1996)
- Devlerin Nefesi (1999)
- Arap Saçı (2003)